# Păucinești, Hunedoara
Păucinești este un sat în comuna Sarmizegetusa din județul Hunedoara, Transilvania, România.

## Imagini

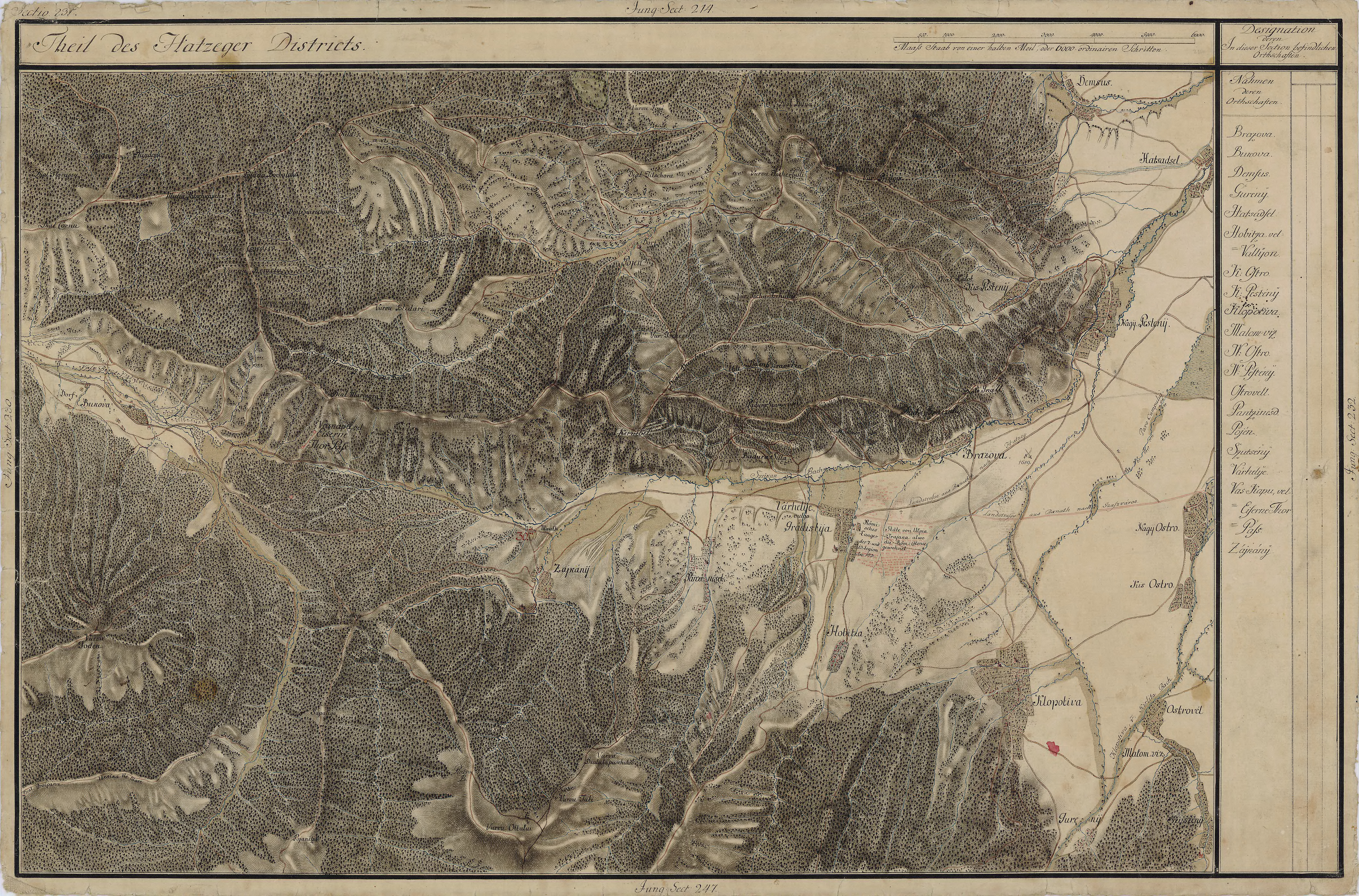
Păucinești în Harta Iosefină a Transilvaniei, 1769-1773

## Personalități
- Alexandru Armioni (1882–1946), deputat în Marea Adunare Națională de la Alba Iulia 1918, primar
- Adam I. Voina Voinesc (1882–1965), deputat în Marea Adunare Națională de la Alba Iulia 1918